# Carlos Ramírez Ulloa
Carlos Ramírez Ulloa (Guadalajara, Jalisco; 16 de noviembre de 1903-Ciudad de México, 22 de diciembre de 1980) fue un funcionario e ingeniero civil mexicano. Impulsó de la construcción de obras públicas y de la infraestructura para el sector eléctrico. Fue el promotor de la fundación y el primer director general de la Comisión Federal de Electricidad de 1937 a 1946, así como de 1952 a 1958.

## Desarrollo profesional
En 1924, obtuvo el título de ingeniero civil en la Escuela Nacional de Ingenieros de la Universidad Nacional Autónoma de México (UNAM). Dos años más tarde ayudó en la creación de la fundación de la Comisión Nacional de Irrigación. Se especializó en el estudio de factibilidad de construcciones hidroeléctricas en el Estado de Durango. En 1934, colaboró en los proyectos realizados en el Distrito Federal, cuyo objetivo era prevenir las inundaciones de la ciudad.
Trabajó en la Dirección de Obras Hidráulicas de la Secretaría de Comunicaciones y Obras Públicas, durante esa época dirigió la construcción de las presas de Tacubaya, Becerra, y Texcaltalco en el Valle de México y realizó obras para la obtención de agua potable en Colima, Minatitlán, Río Blanco, Veracruz y Nogales.

## Construcciones de infraestructura eléctrica

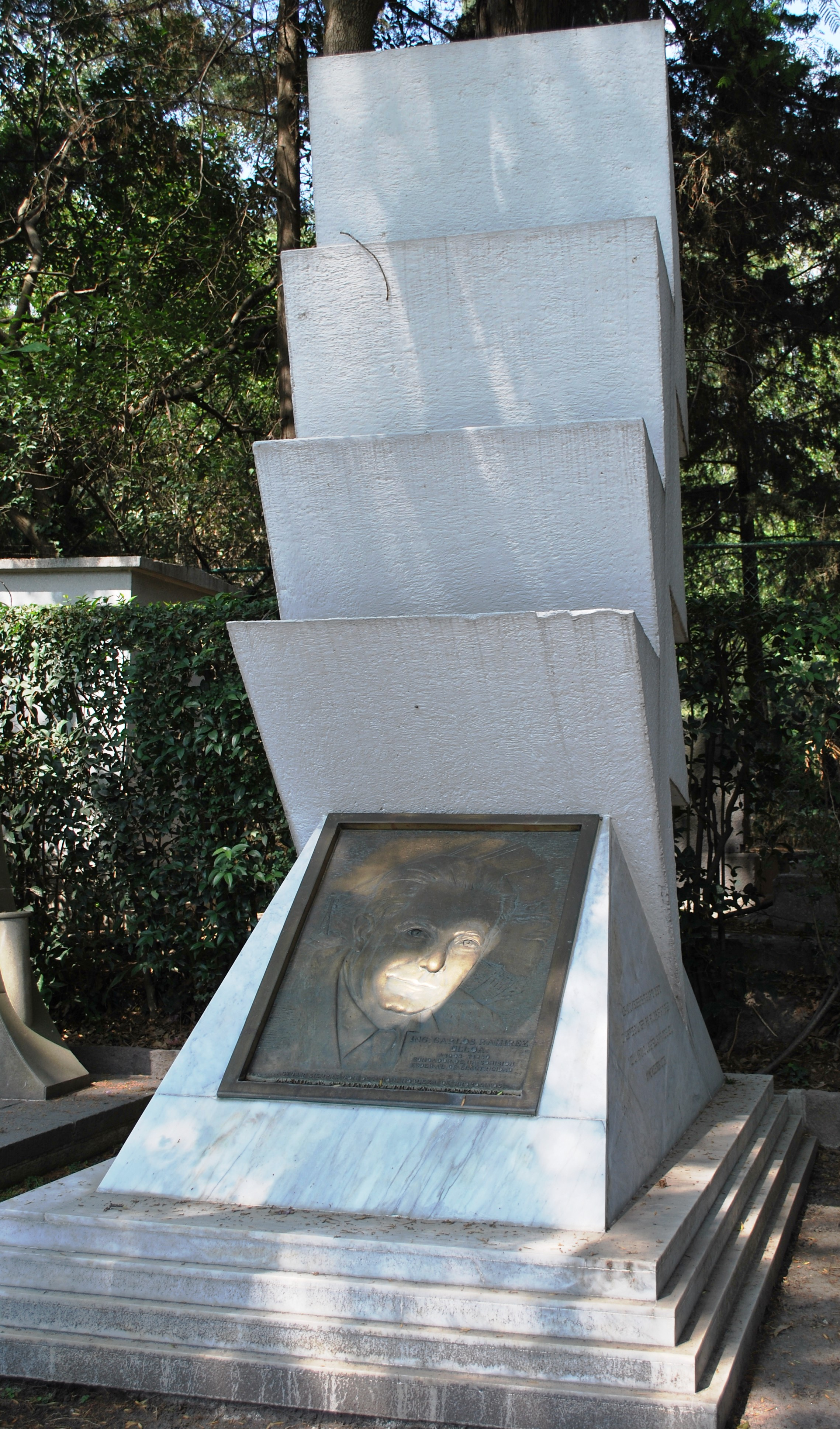
Sepulcro de Carlos Ramírez Ulloa en la Rotonda de las Personas Ilustres (México).

Coadyuvó en el desarrollo de infraestructura eléctrica como gerente de Industrias Eléctricas de México, como director técnico de la Constructora El Águila y como fundador y primer vocal de la Comisión Federal de Electricidad (CFE), la cual dirigió de 1937 a 1947 y de 1952 a 1959. Durante su gestión, se construyeron 37 plantas hidroeléctricas, 13 plantas termoeléctricas y una planta geotermoeléctrica, consolidando de esta forma el sistema nacional de abastecimiento de energía.
En 1946, fue fundador del Colegio de Ingenieros Civiles de México y fue vocal del Instituto de Investigaciones Eléctricas. Recibió la primera Medalla Lázaro Cárdenas cuya entrega fue institucionalizada por la CFE, fue galardonado con el Premio Nacional de Ingeniería en 1978. Fue miembro de honor de la Academia Mexicana de Ingeniería del Instituto Mexicano de la Cultura y presidente de la Junta de Honor de la Asociación Mexicana de Hidráulica. Murió en la Ciudad de México el 22 de diciembre de 1980, sus restos mortales fueron depositados en agosto de 1981 en la Rotonda de las Personas Ilustres.